# Notiospathius flavotestaceus
Notiospathius flavotestaceus är en stekelart som först beskrevs av William Harris Ashmead 1895.  Notiospathius flavotestaceus ingår i släktet Notiospathius och familjen bracksteklar. Inga underarter finns listade i Catalogue of Life.